# デラウェア郡 (オハイオ州)
デラウェア郡（英: Delaware County）は、アメリカ合衆国オハイオ州の中央部に位置する郡である。人口は21万4124人（2020年）。郡庁所在地はデラウェアであり、同郡で人口最大の都市である。
デラウェア郡はコロンバス都市圏に属している。デラウェア郡もデラウェア市もデラウェア族インディアンからその名が採られた。雑誌フォーブスに拠れば、アメリカ合衆国の郡で最も家族を育てるために適した郡リストの第5位となっており、オハイオ州ではジアーガ郡に次いで第2位である。第19代アメリカ合衆国大統領ラザフォード・ヘイズはデラウェア郡で生まれた。

## 地理
アメリカ合衆国国勢調査局に拠れば、郡域全面積は457.33平方マイル (1,184.5 km2)であり、このうち陸地443.10平方マイル (1,147.6 km2)、水域は14.23平方マイル (36.9 km2)で水域率は3.11%である。

### 交通

#### 主要高規格道路
州間高速道路71号線と アメリカ国道23号線が郡内を通っている。州間高速道路71号線はアラム湖レクリエーション地域のすぐ南にあるアラム・クリークを越えている。

#### 空港
郡内にはデラウェア市民空港があり、急速に成長するデラウェア郡とフランクリン北部およびコロンバス市にとって戦略的な位置にある。空港内には長さ5,000フィート (1,500 m) の滑走路、ターミナル、ラウンジおよび天候解析所がある。年間80機の飛行機が4万回の離着陸を行っている。郡内には他にも小さな空港がいくつかある。

### 湖と河川
郡内の主要河川はサイオト川、オレンタンジー川、アラム・クリーク、ビッグウォルナット・クリークである。これら水路は北から南に流れている。アラムクリーク湖とデラウェア湖はそれぞれアラム・クリークとオレンタンジー川に作られた人造湖である。

### 隣接する郡
- モロー郡 - 北
- ノックス郡 - 北東
- リッキング郡 - 東
- フランクリン - 南
- ユニオン郡 - 西
- マリオン郡 - 北西

## 人口動態
以下は2000年国勢調査による人口統計データである。
| 基礎データ - 人口: 109,989人 - 世帯数: 39,674 世帯 - 家族数: 30,668 家族 - 人口密度: 96人/km2（249人/mi2） - 住居数: 42,374軒 - 住居密度: 37軒/km2（96軒/mi2） 人種別人口構成 - 白人: 94.25% - アフリカン・アメリカン: 2.52% - ネイティブ・アメリカン: 0.14% - アジア人: 1.54% - 太平洋諸島系: 0.03% - その他の人種: 0.38% - 混血: 1.14% - ヒスパニック・ラテン系: 1.01% 先祖による構成 - ドイツ系：26.8% - アイルランド系：11.7% - イギリス系：11.3% - アメリカ人：10.7% - イタリア系：6.9% | 年齢別人口構成 - 18歳未満: 28.2% - 18-24歳: 7.6% - 25-44歳: 32.6% - 45-64歳: 23.3% - 65歳以上: 8.2% - 年齢の中央値: 35歳 - 性比（女性100人あたり男性の人口） - 総人口: 98.0 - 18歳以上: 94.9 世帯と家族（対世帯数） - 18歳未満の子供がいる: 40.1% - 結婚・同居している夫婦: 67.7% - 未婚・離婚・死別女性が世帯主: 6.7% - 非家族世帯: 22.7% - 単身世帯: 18.1% - 65歳以上の老人1人暮らし: 5.3% - 平均構成人数 - 世帯: 2.70人 - 家族: 3.09人 収入と家計 - 収入の中央値 - 世帯: 67,258米ドル（2007年推計では80,526ドル） - 家族: 76,453米ドル（2007年推計では94,099ドル） - 性別 - 男性: 51,428米ドル - 女性: 33,041米ドル - 人口1人あたり収入: 31,600米ドル - 貧困線以下 - 対人口: 3.8% - 対家族数: 2.9% - 18歳未満: 4.4% - 65歳以上: 4.8% |

## 郡区

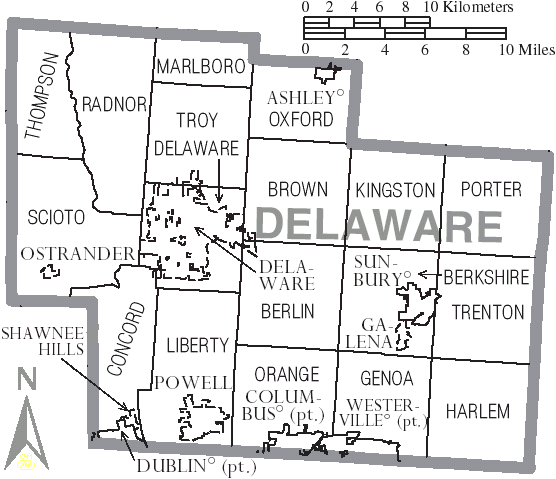
デラウェア郡図

デラウェア郡は下記18の郡区に分割されている。
| - バークシャー - バーリン - ブラウン - コンコード | - デラウェア - ジェノア - ハーレム - キングストン | - リバティ - マールボロ - オレンジ - オックスフォード | - ポーター - ラドナー - サイオト | - トンプソン - トレントン - トロイ |

## 都市
| - デラウェア - 郡庁所在地 - パウェル - コロンバス1 - ダブリン² - ウェスタービル³ |

1主にフランクリン郡内だが、一部はデラウェア郡とフェアフィールド郡に入っている
2主にフランクリン郡内だが、一部はデラウェア郡とユニオン郡に入っている
3主にフランクリン郡内だが、一部はデラウェア郡内に入っている

### 村
| - アシュレー - ガリーナ - オストランダー | - ショーニーヒルズ - サンベリー |

### 未編入の町
- キルボーン
- ルイスセンター
- ラドナー

### 公共教育学区
| - ビッグウォルナット・ローカル教育学区 - バッカイバレー・ローカル教育学区 - センターバーグ・ローカル教育学区1 - デラウェア市教育学区 - デラウェア地域職業訓練センター | - ダブリン市教育学区² - エルジン・ローカル教育学区 ³ - ハイランド・ローカル教育学区4 - ジョンズタウン・モンロー・ローカル教育学区5 - ノースリッジ・ローカル教育学区5 | - ノースユニオン・ローカル教育学区6 - オレンタンジー・ローカル教育学区 - ウェスタービル市教育学区7 |

1 主にノックス郡
2 主にフランクリン郡、一部がデラウェア郡とユニオン郡
3 主にマリオン郡
4 主にモロー郡
5 主にリッキング郡
6 主にユニオン郡
7 主にフランクリン郡

## メディア
1885年に創刊された朝刊紙「デラウェア・ガゼット」が郡内の主要新聞であり、週刊コミュニティ紙の「サンベリー・ニューズ」は郡頭部とビッグウォルナット・ローカル教育学区の住人に配られている。どちらもブラウン出版社が所有している。
その他郡内で発行されているのは、コロンバスに本拠を置くサバーバン・ニューズ・パブリケーションが所有する「デラウェア・ニューズ」、コロンバス・ディスパッチが所有する「ジスウィーク・イン・デラウェア」、オハイオ・ウェスリアン大学の学生紙「ザ・トランスクリプト」がある。地元住民は市外の新聞を購読することも多い。コロンバス・ディスパッチは多くの人に読まれている。

## 観光地と行事
デラウェア市にあるオハイオ・ウェスリアン大学は国内でもトップクラスの教養系カレッジであり、オハイオ州5大学に入っている。
デラウェア市で開催される競馬レース、リトルブラウンジャグは国際的に著名な繋駕速歩競走であり、この種の三冠の1つである。
オハイオ・メソジスト神学校はデラウェア市とコロンバス市の間にあるメソジストの神学大学院である。
その他の注目すべき場所は以下の通りである。
- デラウェア市民空港[5]。毎年航空祭りが開催される
- ジャーメイン円形劇場（元ポラリス円形劇場）2007年末に閉鎖[20]
- アラム・クリーク州立公園[6]とデラウェア州立公園。毎年数多い地元、国内外の観光客を呼んでいる
- オハイオ州立大学が最初のフットボール試合を行った場所[21]
- The Hamburger Inn at 16 N. Sandusky [22]
- E・ウィリアム通りにあるラザフォード・ヘイズ生家の歴史標識[23]
- ストランド劇場[24]

## 著名な出身者
著名な出身者は第19代アメリカ合衆国大統領ラザフォード・ヘイズ（在任1877年-1881年）である。その妻ルーシー・ウェブ・ヘイズはファーストレディの中でも人気のある人である。彼女は禁酒運動を強く支持し、ヘイズ在任中のホワイトハウスでは酒類が出なかった。このことで、彼女のことを「レモネード・ルーシー」と呼ぶようになった。またホワイトハウスの芝生で、復活祭の日に子供たちが行う卵転がしを始めさせた。
その他の著名な出身者として以下の者がいる。
- ホレイス・ニュートン・アレン、朝鮮で活動したプロテスタント宣教師・医師・外交官
- チャールズ・W・フェアバンクス、第26代アメリカ合衆国副大統領
- クレア・クレイマー、女優
- ブランチ・リッキー、元プロ野球選手（捕手）・監督・プロ野球球団経営者
- フランク・シャーウッド・ローランド、化学者、ノーベル化学賞を受賞
- エズラ・ヴォーゲル、社会学者